# Der Duft der grünen Papaya
Der Duft der grünen Papaya (Originaltitel: Mùi đu đủ xanh oder L’Odeur de la papaye verte) ist ein Spielfilm aus dem Jahr 1993. Das in vietnamesischer Sprache gefilmte Drama entstand unter der Regie Trần Anh Hùngs, der auch das Drehbuch verfasste.

## Handlung
Das von der Natur faszinierte, zwölfjährige Mädchen Mùi kommt im Jahr 1951 von einem mehrere Kilometer entfernten Dorf zu Fuß nach Sài Gòn, um dort bei einer reichen Familie, bestehend aus Mutter, Vater, Großmutter und drei Söhnen, als Dienstmädchen zu arbeiten. Eine andere Angestellte, Thi, weist Mùi in den Haushalt ein, unter anderem in die Zubereitung grüner Papayas, und wird zu ihrer Vertrauten. Mùi führt ein Leben ohne Komfort, das nahezu komplett darauf ausgerichtet ist, der Familie zu dienen.
Der Vater der Familie, die sich ihren Lebensunterhalt mit einem Textilwarengeschäft verdient, war bereits in der Vergangenheit mehrfach plötzlich für mehrere Tage verschwunden, um sich mit anderen Frauen zu vergnügen, hatte dies aber seit dem Tod seiner Tochter vor sieben Jahren gelassen, weil er sich für ihr Sterben verantwortlich fühlte. Als er dennoch ein weiteres und letztes Mal mit dem ganzen Geld der Familie und auch noch dem Familienschmuck verschwindet, kehrt er wenig später in angeschlagenem Gesundheitszustand zurück und stirbt kurz darauf.
Zehn Jahre später laufen die Geschäfte der Familie schlecht. Mùi wird deswegen zu einem Freund eines der Söhne, dem alleine lebenden Pianisten Khuyen, geschickt, um bei diesem als Dienstmädchen zu arbeiten. Khuyen beginnt eine Beziehung mit Mùi, woraufhin es zum Zerwürfnis mit seiner bisherigen Verlobten aus städtischem Milieu kommt. Dafür bringt Khuyen Mùi nun Lesen und Schreiben bei, und am Ende des Films sieht man sie, in eleganter Kleidung und schwanger, in einem Sessel sitzen und lesen.

## Entstehung
Der von der französischen Produktionsfirma Les Productions Lazennec produzierte Film ist das Spielfilmdebüt des vietnamesisch-französischen Regisseurs Trần Anh Hùng. Trần reiste, zum ersten Mal nach 16 Jahren Abwesenheit, während der Vorbereitungen des Films nach Vietnam. Ursprünglich war geplant, den Film dort zu drehen. Da sich Dreharbeiten in Vietnam aber als zu umständlich herausstellten, wurde dieser Plan verworfen, und der Film entstand stattdessen in einem Studio in Paris.
Die Besetzung bestand vor allem aus Amateuren, die bei einem langen Casting-Prozess in Frankreich gefunden wurden. Teilweise verfügten sie kaum über Vietnamesischkenntnisse oder sprachen unterschiedliche Dialekte. Die Darstellerin der 22-jährigen Mùi, Trần Nữ Yên-Khê, ist die Ehefrau des Regisseurs.

## Veröffentlichungen
Der Film war im Mai 1993 bei den 46. Internationalen Filmfestspielen von Cannes in der Sektion Un Certain Regard zu sehen. Am 8. Juni 1993 erfolgte der allgemeine Kinostart in Frankreich. In den Vereinigten Staaten, wo der Film am 28. Januar 1994 anlief, spielte Der Duft der grünen Papaya über 1,9 Millionen US-Dollar ein.

## Rezeption
Bei den Filmfestspielen von Cannes gewann der Film die Caméra d’Or, die an Debütfilme vergeben wird. 1994 wurde er mit einem weiteren Preis für Debütfilme ausgezeichnet, dem César in der Kategorie „bester Erstlingsfilm“. Als vietnamesischer Beitrag war der Film außerdem bei der Oscarverleihung 1994 als „bester fremdsprachiger Film“ nominiert, musste sich aber Fernando Truebas Belle Epoque geschlagen geben.
Der Film wurde vom Großteil der Kritiker positiv aufgenommen. Im Telérama bezeichnete man Der Duft der grünen Papaya als „wunderbaren Film, intensiv und zart.“ Die Wochenzeitung Le Nouvel Observateur schrieb: „Mit seinem ersten Film hat Tran Anh Hung ein wahres Meisterwerk geschaffen.“ Das Lexikon des internationalen Films dagegen sprach sich negativ über den Film aus: „Opulentes Ausstattungskino mit furiosen Kamerafahrten, aber gelackten und nichtssagenden Bildern. Die Zeitgeschichte bleibt ebenso ausgespart wie eine kritische Reflexion der Rolle der Frau.“